# Novi Kneževac
Novi Kneževac (Servisch: Нови Кнежевац; Hongaars: Törökkanizsa , Duits: Türkisch-Kanizsa) is een gemeente in het Servische district Noord-Banaat.
Novi Kneževac telt 12.975 inwoners (2002). De oppervlakte bedraagt 305 km², de bevolkingsdichtheid is 42,5 inwoners per km².
Naast de hoofdplaats Novi Kneževac omvat de gemeente de plaatsen Majdan, Rabe, Banatsko Aranđelovo, Siget, Filić, Srpski Krstur, Đala en Podlokanj.
Demografie
De gemeente had in 2011 een Hongaarse minderheid die 35 procent van de bevolking bedroeg (3.217 personen). Tijdens de laatste volkstelling in 2022 is het aantal Hongaren dramatisch gedaald. Er waren in dat jaar 8.627 inwoners; 5005 Serviërs en nog 1.956 Hongaren (23%).
| Samenstelling van de bevolking - gemeente Novi Kneževac | Samenstelling van de bevolking - gemeente Novi Kneževac | Samenstelling van de bevolking - gemeente Novi Kneževac | Samenstelling van de bevolking - gemeente Novi Kneževac |
| ------------------------------------------------------- | ------------------------------------------------------- | ------------------------------------------------------- | ------------------------------------------------------- |
|                                                         | 2022.                                                   | 2011.                                                   | 2002.                                                   |
| Totaal                                                  | 8.627 (100,00%)                                         | 11.269 (100,00%)                                        | 12.975 (100,00%)                                        |
| Serviërs                                                | 5.005 (58,01%)                                          | 6.445 (57,19%)                                          | 7.725 (59,53%)                                          |
| Hongaren                                                | 1.956 (22,67%)                                          | 3.217 (28,54%)                                          | 3.864 (29,78%)                                          |
| Roma                                                    | 742 (8,60%)                                             | 923 (8,19%)                                             | 655 (5,04%)                                             |
| Overigen                                                | 924 (10,71%)                                            | 684 (6,07%)                                             | 731 (5,64%)                                             |

Bevolking per plaats
Gebaseerd op de volkstelling van 2002 met tussen haakjes de Hongaarse naam en het aandeel in de bevolking.
- Banatsko Aranđelovo (Oroszlámos) 1.718 inwoners (456 Hongaren, 26,54%)
- Đala (Gyála) 1.004 inwoners (99 Hongaren, 9,86%)
- Filić (Firigyháza) 161 inwoners (62 Hongaren, 38,59%)
- Majdan (Magyarmajdány) 292 inwoners (251 Hongaren, 85,95%)
- Novi Kneževac (Törökkanizsa) 7.581 inwoners (2.657 Hongaren, 35,04%)
- Podlokanj (Podolkány) 217 inwoners (1 Hongaar)
- Rabe (Rábé) 135 inwoners (123 Hongaren, 91,11%)
- Siget (Sziget) 247 inwoners (63 Hongaren, 25,5%)
- Srpski Krstur (Ókeresztúr) 1620 inwoners (152 Hongaren 9,38%)